# Sylvi Kekkonen
Sylvia (Sylvi) Salome Kekkonen, född Uino den 12 mars 1900 i Pieksämäki, Finland, död den 2 december 1974 i Helsingfors, var en finländsk, finskspråkig författare och maka till Urho Kekkonen.

## Biografi
Sylvi Uino tog studenten 1918 i S:t Michel. Efter att ha gått ut gymnasiet arbetade hon en kort tid för Finska handarbetets vänner och sedan på ett poliskontor, där hon träffade sin blivande man. Paret gifte sig 1926.
Sylvi Kekkonen var djupt intresserad av litteratur och skrev en litterär småskalig prosa. Hennes första publicerade verk kom 1949. Tre år senare gav hon ut en samling av minnen från Kotikaivolla. I novellen Käytävä (1955) beskrev hon sjuksköterskans magnus opus av världen.  Av hennes böcker har Amalia (1958) översatts till svenska (1963). Hennes sista verk var Lankkuaidan suojassa (1968).
Hon är begravd på Sandudds begravningsplats i Helsingfors.
En årligen återkommande litteraturhändelse i Finland är Sylvi symposium som arrangeras i Pieksämäki under sommarmånaderna sedan år 2000.

## Utmärkelser
- Medlem av Storkorset av Polarstjarneorden,  1956[4]
- Storkorset av isländska falkorden,  14 augusti 1957[5]
- Storkors av Oranienhusorden,  10 juli 1974[6]
- Tunisiens självständighetsorden[7]

[Redigera Wikidata]